# CSS-9

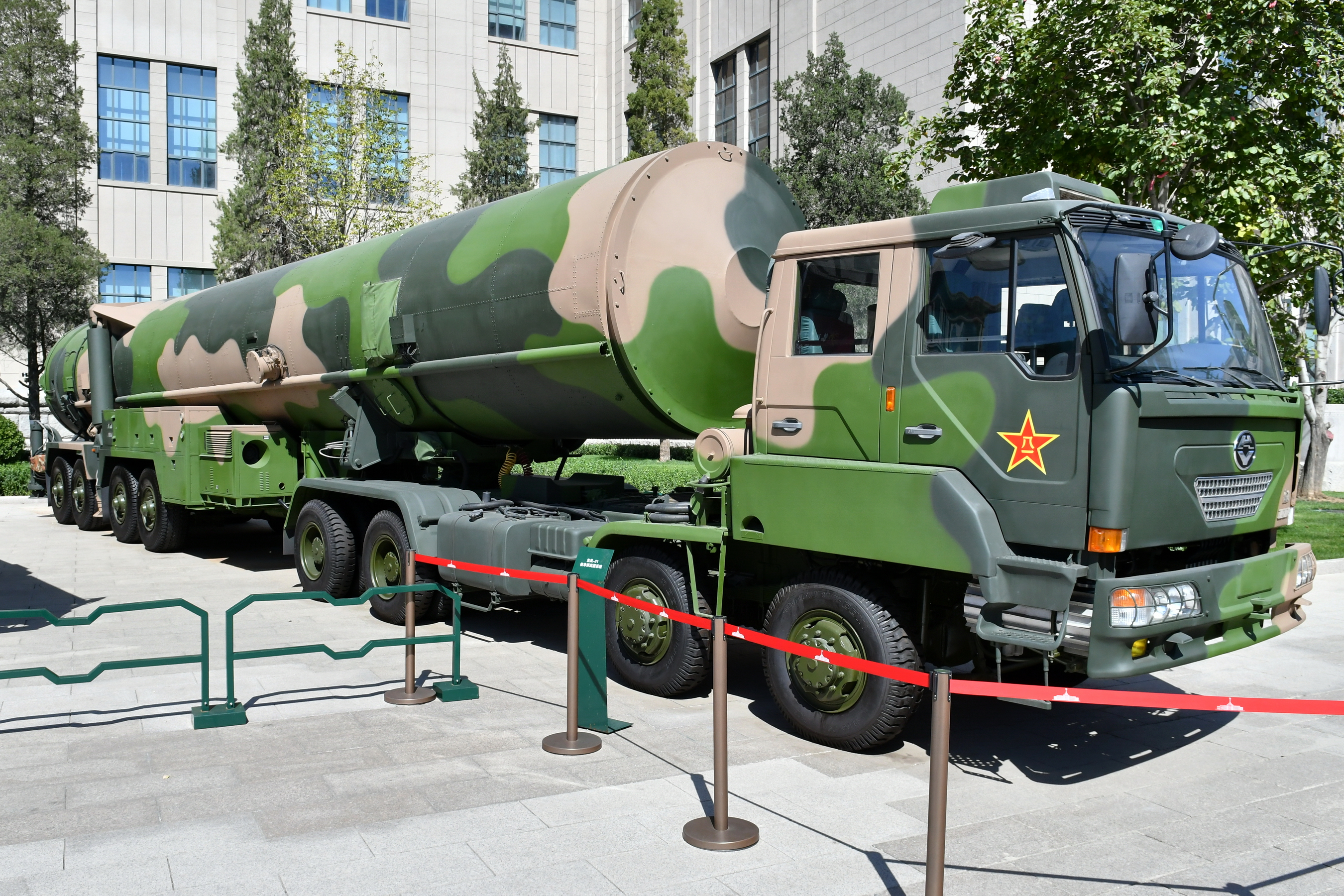
DF-31A-Rakete im Jahr 2017

Die CSS-9 ist eine mobile, landgestützte ballistische Interkontinentalrakete der Volksrepublik China. Bei den chinesischen Streitkräften trägt die Rakete die Bezeichnung DF-31 oder Dongfeng 31 (chin. 东风-31 Dōngfēng-31, deutsch ‚Ostwind‘).

## Entwicklung

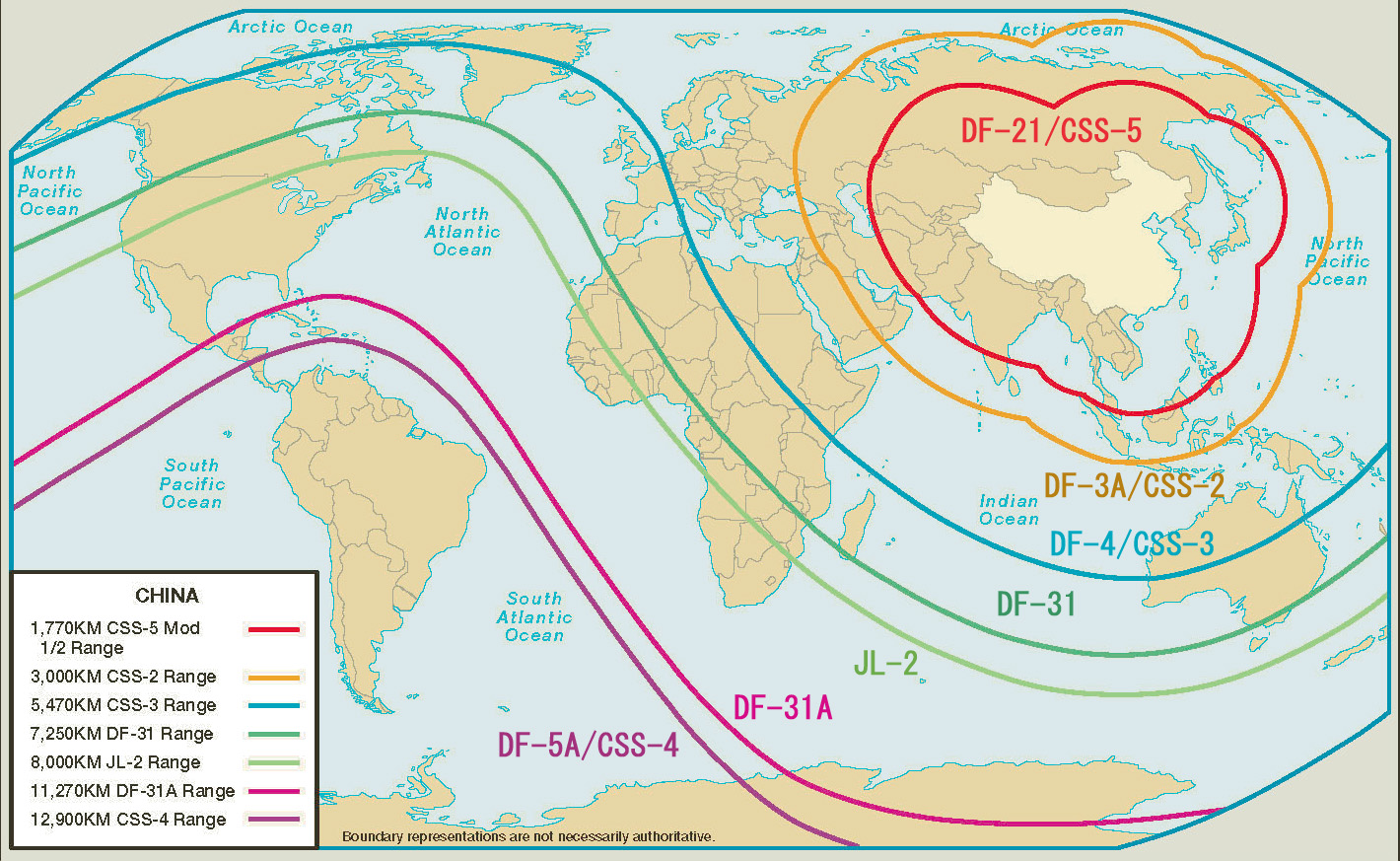
Reichweite von chinesischen Raketen

Die Entwicklung der CSS-9 mod 1 durch die Akademie für Feststoffraketentriebwerkstechnik und die Akademie für Verteidigungstechnologie begann im Jahr 1986. Das System wurde als Ersatz für die im Einsatz stehenden CSS-3 und CSS-4 konzipiert. Die CSS-9 basiert auf der U-Boot-gestützten JL-2 SLBM. Der erste Testflug erfolgte im Mai 1987. Danach folgten mehrere missglückte Testflüge. Die ersten Raketen wurden 1999 zu Testzwecken an die Volksbefreiungsarmee übergeben.
Die verbesserte Ausführung CSS-9 mod 2 bzw. DF-31A wurde im Jahr 2002 vorgestellt. Diese Version verfügt über MIRV-Sprengköpfe und über ein verbessertes Lenksystem. Dieses System befindet sich noch in der Entwicklungs- und Testphase.

## Technik
Die CSS-9 ist eine dreistufige Feststoffrakete. Die Steuerung erfolgt mittels einer Trägheitsnavigationsplattform. Es wird eine Präzision (CEP) von 300 bis 500 m (je nach Schussdistanz) erreicht. Die verbesserte Ausführung CSS-9 mod 2 verfügt über ein Beidou-Lenksystem und erreicht eine Treffergenauigkeit (CEP) von 100 bis 150 m.
Die DF-31-Rakete ist in einem Start- und Transportbehälter untergebracht, der auf einem sechsachsigen HY473-Lastzug installiert ist. Der Anhänger wird von einem HY4301-LKW gezogen. Das System ist straßenmobil und daher schwierig zu lokalisieren. Somit ist eine präventive Bekämpfung nur schwierig realisierbar. Es wird eine minimale Reaktionszeit aus der Fahrt bis zum Raketenstart von 10 bis 15 Minuten erreicht. Mit dem mobilen System können die Raketen direkt in der Basis oder auf der Straße gestartet werden.
Mit der CSS-9 lassen sich sämtliche strategischen Ziele wie gehärtete Raketensilos und unterirdische Kommandobunker bekämpfen. US- und NATO-Experten sehen die CSS-9 als effektive Zweitschlagswaffe, mit der aber auch ein wirkungsvoller Erstschlag geführt werden kann.

## Status
Die Volksbefreiungsarmee verfügt über 20 DF-31- und über 25 DF-31A-Raketen. Weitere 70 bis 80 Raketen befinden sich vermutlich in Produktion.

## Technische Daten
| System                   | Dongfeng 31 / DF-31           | Dongfeng 31A / DF-31A                                            |
| ------------------------ | ----------------------------- | ---------------------------------------------------------------- |
| NATO-Code                | CSS-9 mod 1                   | CSS-9 mod 2                                                      |
| Einführungsjahr          | 1999                          | 2002                                                             |
| Antrieb                  | 3 Stufen mit Festtreibstoff   | 3 Stufen mit Festtreibstoff                                      |
| Länge                    | 13,00 m                       | 18,40 m                                                          |
| Durchmesser              | 2250 mm                       | 2250 mm                                                          |
| Gewicht                  | 42.000 kg                     | 47.200 kg                                                        |
| Nutzlast                 | 750 kg                        | 1050–1750 kg                                                     |
| Sprengkopf               | Nuklear 1000 kT               | Nuklear 3–5 MIRV zu je 20–150 kT                                 |
| Einsatzreichweite        | 7250–8000 km                  | 10.000–11.200 km                                                 |
| Lenksystem               | Trägheitsnavigationsplattform | Trägheitsnavigationsplattform plus Beidou (Satellitennavigation) |
| Treffergenauigkeit (CEP) | 300–500 m                     | 100–150 m                                                        |

Quellen: 

## Beleg
- Lennox Duncan (Hrsg.): Jane’s Strategic Weapon Systems 2003, Lennox Duncan Edition. Jane’s Information Group, New York 2003 (englisch)